# 양헌석
양헌석(梁憲錫, 1956년 ~ )은 대한민국의 소설가이다.
부산에서 출생하였고, 인하대학교 기계과를 졸업하였다. 1982년 〈경계선〉이 《소설문학》 신인상에 당선되어 등단하였으며, 《세계일보》 기자를 역임하였다. 주요 작품으로 《태양은 묘지 위에 붉게 타오르고》,《마지막 연출》,《바람 위의 길》,《겨울 울타리》 등이 있다. 1980년대의 사회적 변환을 사실적으로 그려내려는 시대의식을 지닌 작가이다.

## 참고 자료
- 이 문서에는 다음커뮤니케이션(현 카카오)에서 GFDL 또는 CC-SA 라이선스로 배포한 글로벌 세계대백과사전의 내용을 기초로 작성된 글이 포함되어 있습니다.